# Художник-мультиплікатор

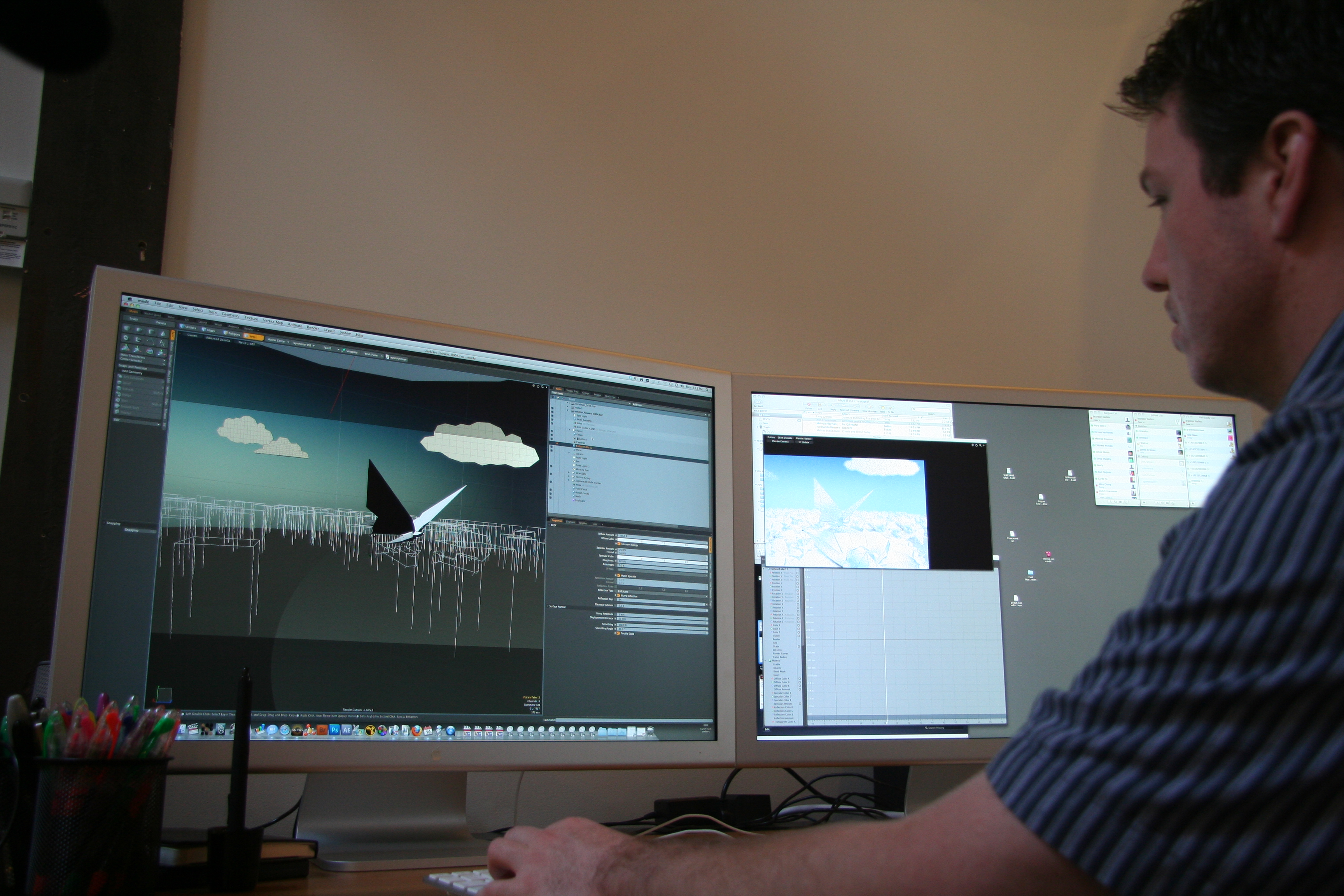
Художник комп'ютерної анімації

Художник-мультиплікатор, аніматор — художник, що створює серії кадрів для забезпечення ілюзії руху в анімації. Художники-мультиплікатори працюють в різних індустріях: кіно, телебачення, відеоігри, реклама, інтернет. Створюючи анімації, вони використовують різноманітні технології, зокрема малюнки, лялькову мультиплікацію, тривимірну графіку.

## Назва професії

Послідовна зміна 3-х кадрів "оживлює" персонажа

Слово «анімація» буквально означає «оживлення». Художник-аніматор шляхом встановлення ключових фаз руху об'єкта і визначення проміжних фаз на експозиційному аркуші, досягає послідовного перетворення одного зображення в інше. При їх швидкій зміні це перетворення здається безперервним рухом.
Інша назва професії — «мультиплікатор» — походить від техніки мультиплікації (від лат. multiplicatio — множення), заснованої на виготовленні («множенні») великої кількості кадрів, що відрізняються невеликим зміщенням елементів, рух яких потрібно зобразити через їх швидкий послідовний показ.
Назва «аніматор» поширеніша в англомовних країнах, однак вона не є точним відповідником до «мультиплікатор». Художники, які малюють нерухомі впродовж багатьох кадрів зображення (наприклад, фони), а також створюють образи героїв або займаються кадруванням, не є аніматорами.
«Мультиплікатор» традиційно застосовується на пострадянському просторі. За словами відомого мультиплікатора Федора Хитрука, використання в СРСР термінів «мультиплікація», «мультиплікатор» пов'язано з технологією, що використовувалася до впровадження класичної мальованої анімації. Тому через співзвучність із цим словом нове мистецтво було названо мультиплікацією .

## Спеціалізації

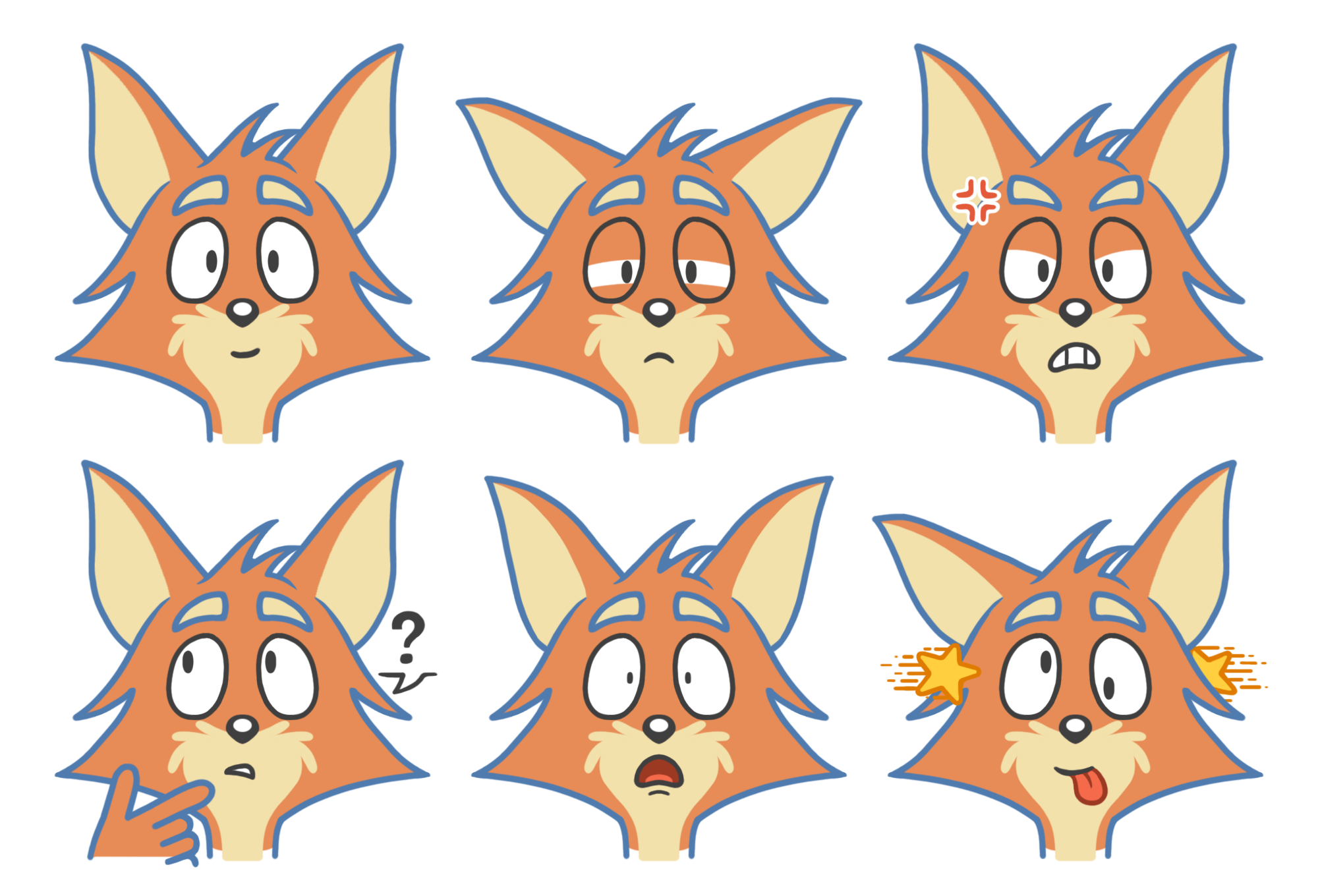
Концепт ключових емоцій персонажа

### Загальні спеціалізації

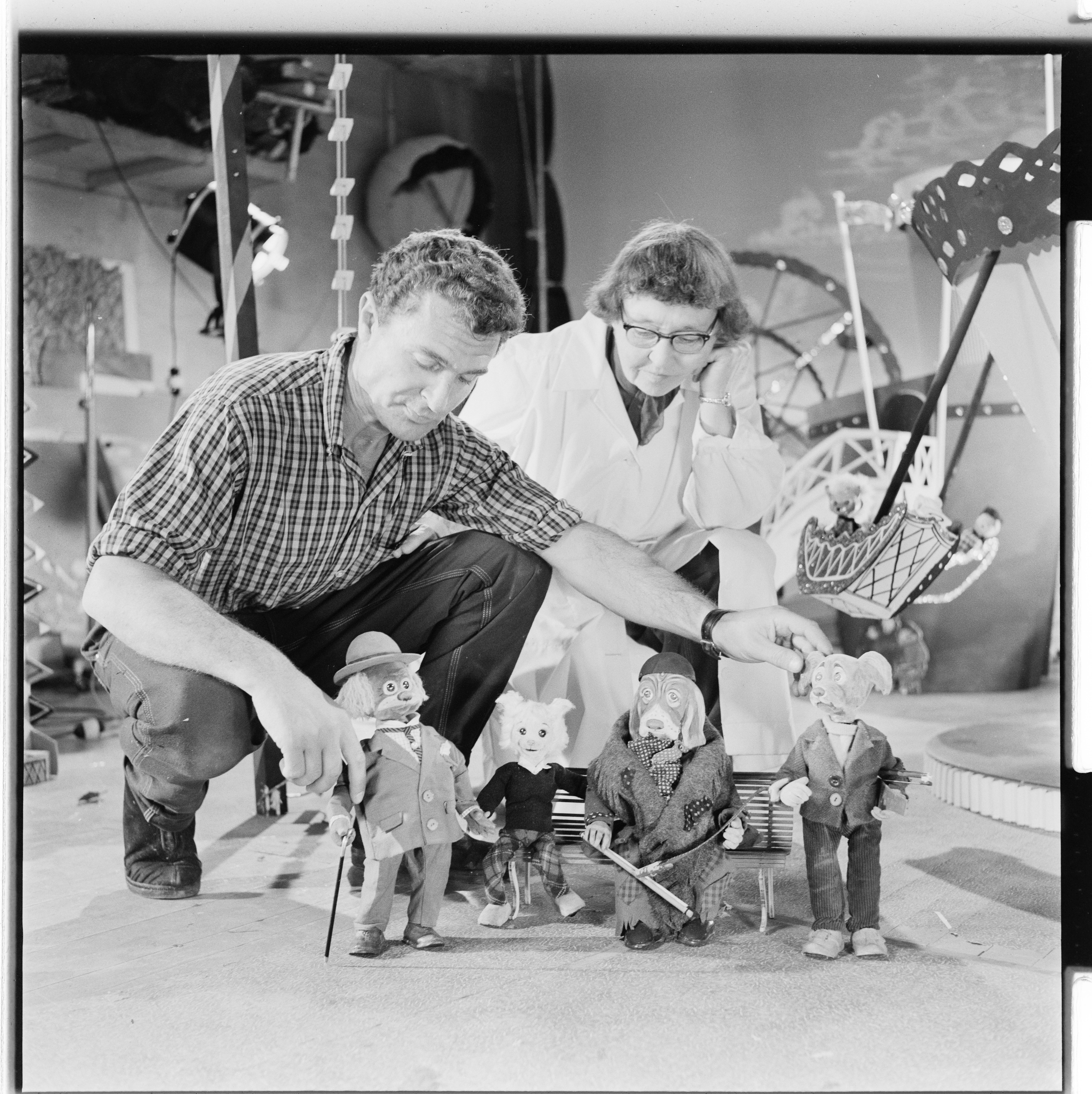
Аніматори ляльок на студії Caprinofilm, 1955 р.

Художник-постановник — є головним художником на виробництві мультиплікаційного фільму. Спільно з режисером, він визначає візуальний стиль майбутнього твору, здійснює керівництво і контроль над виробництвом.
- На передпідготовчому етапі виробництва (режисерський період) художник-постановник створює концепти персонажів і малюнків заднього плану. Спільно з режисером підбирає художників-асистентів: художника персонажів, художника фонів, при необхідності художника для створення компонувань на основі режисерської розкадровки
- У підготовчий період виробництва, художник-постановник організовує і контролює роботу зі створення фонів для початкових сцен фільму, розробці персонажів, підготовці вихідних компоновок для художника-мультиплікатора .
- У виробничий період, художник-постановник організовує і контролює виробничі процеси від промальовування до заливки. При цьому цех мультиплікації і чорнове фазування підпорядковується виключно режисерові-постановнику.

Залежно від обсягу роботи над конкретним мультиплікаційним фільмом, художник-постановник може брати безпосередню участь у створенні фонів, розробці персонажів. Художник персонажів — художник, який створює унікальний образ героя мультфільму, а також здійснює його подальшу деталізацію. Це включає етапи:
- пошук («знаходження») образу героя — режисерський (передпідготовчий) період;
- безпосереднє створення персонажу (підготовчий період);
- супровід на виробництві (виробничий період).

Художник персонажів повинен вміти малювати, користуватися тривимірною графікою, ляльковою мультиплікацією.
Художник-фазувальник — спеціальність художника у сфері мультиплікації, пов'язана зі створенням проміжних фаз руху героя мультфільму (чи предмета, явища) між сценами. Художник фаз при їх створенні має враховувати характер руху, заданий художником-мультиплікатором в ключових кадрах (компоновках). Фазування поділяється на чорнове і чистове.
Художник з замальовування — створює остаточні компонування (ключові кадри) на основі зображень, створених художником-аніматором . Він спеціалізується на тому, щоб не порушуючи анімації, надати герою мультфільму максимальну схожість з образом, розробленим художником з персонажів.
Працюючи над великими проектами, мультиплікатори також діляться на категорії за об'єктами анімації:
- мультиплікатори персонажів, що працюють над рухами живих істот, діалогами, діями.
- мультиплікатори спецефектів, що займаються незвичайними впливами і природними явищами, такими, як дощ, сніг, потоком води.
- мультиплікатори заднього плану, що контролюють побічні явища, фонові картинки, а також антураж — автомобілі, механізми та інші нестатичні деталі.

### У мальованій анімації
- Художник персонажів — художник, який створює візуальний образ героя мультфільму, який здійснює його подальшу розробку і супровід на виробництві анімаційного фільму[2].
- Художник-контурник — художник, завданням якого є перенесення малюнку з паперу на целулоїдну плівку[3] .
- Художник-мультиплікатор мальованого фільму (художник-аніматор) — художник, який створює малюнки ключових фаз руху мультиплікаційного героя (компонувальні малюнки) і визначає проміжні фази на експозиційному аркуші .
- Художник-постановник — головний художник анімаційного фільму. Спільно з режисером, художник-постановник визначає візуальний стиль майбутнього твору, здійснює керівництво і контроль за виробництвом .
- Художник з замальовування — художник, який створює чистові компонувальні малюнки (ключові кадри) на основі зображень, створених художником-аніматором. Його завдання полягає в тому, щоб, не порушуючи анімації, надати герою мультфільму максимальну схожість з образом, розробленим художником з персонажів .
- Художник фаз — художник, який створює проміжні фази руху героя мультфільму між компонувальними малюнками .
- Художник фонів (художник-декоратор) — художник, який створює фонові зображення та панорами, на яких взаємодіють мультиплікаційні герої .

### У ляльковій анімації
- Художники-оформлювачі ляльок — художники, котрі працюють над оформленням ляльки мультфільму.

В ляльковій мультиплікації є свої художники-мультиплікатори. Проте, замість паперу, вони працюють в кадрі з рухомою лялькою. У деяких випадках їх називають ляльковиками.

### У комп'ютерній анімації
- Мультиплікатор тривимірної графіки — створює мультиплікації за допомогою комп'ютерного моделювання.

## Історія професії
Історія виникнення мультиплікації почалася задовго до появи кінематографа . Відомо, що люди намагались відобразити рух через малюнок ще в первісну епоху, а потім в античні часи, що привело до появи примітивної мультиплікації в першій половині XIX століття. Розвиток цієї технології в поєднанні з фотографією став поштовхом до створення кіноапарата.
У перші роки після появи кіно мультиплікація відійшла на другий план, поки її повторно не відродили Джеймс Стюарт Блектон, що випустив мальований мультфільм Humorous Phases of Funny Faces (1906), і Олександр Ширяєв, який зняв ляльковий фільм про балет (1906). Творців перших мультфільмів ще не називали мультиплікаторами, хоча фактично вони ними були.
У 1914 році Вінзор Мак-Кей створює першого в історії героя мультфільму, наділеного яскравими особистісними якостями — динозавра Герті . Одночасно, величезна кількість малюнків, зроблених для фільму, сприяли винайденню нової технології виробництва. Вперше обов'язки між художником-аніматором і художником-фону було розділено. У той час, як Мак-Кей промальовував фази руху динозавра, а найманий ним студент копіював зі зразка на кожен листок контури гір, озера і дерева (целулоїдна плівка тоді ще не застосовувалася)